# Campeonato del Mundo de patinaje de velocidad en línea 1992
El Campeonato Mundial de patinaje de velocidad en línea de 1992 tuvo lugar del 1 de septiembre al 6 de septiembre en la ciudad de Roma, Italia. Fue la primera ocasión que la que Estados Unidos organizó el campeonato. Por primera vez hubo circuito urbano o modalidad de ruta y pruebas de larga distancia, media maratón femenina y martón masculina.

## Mujeres
| Distancia                 | Oro                                                    | Plata                                              | Bronce                                                   |
| Ruta                      | Ruta                                                   | Ruta                                               | Ruta                                                     |
| ------------------------- | ------------------------------------------------------ | -------------------------------------------------- | -------------------------------------------------------- |
| 300 m Contrarreloj        | Desley Hill                                            | Sandra Zwolle                                      | Nora Vega                                                |
| 500 m Sprint              | Anne Titze                                             | Valerie Dieumegard                                 | Desley Hill                                              |
| 1.500 m Sprint            | Cheryl Ann Begg                                        | Eva María Richardson                               | Desley Hill                                              |
| 3.000 m Línea             | Antonella Mauri                                        | Desley Hill                                        | Anne Titze                                               |
| 5.000 m Puntos            | Luana Pilia                                            | Els Pinnoy                                         | Antonella Mauri                                          |
| 10.000 m Eliminación      | Jenita Smit                                            | Jennifer Rodríguez                                 | Gretha Smit                                              |
| 5.000 m Relevos           | Argentina Eva María Richardson Rosana Sastre Nora Vega | Australia Cheryl Ann Begg Desley Hill So Kuijspres | Italia · Luana Pilia · Michela Rainisio · Rosanna Saitta |
| Larga distancia           |                                                        |                                                    |                                                          |
| 21.097,5 m Media Marathon | Jenita Smit                                            | Gretha Smit                                        | Jennifer Rodríguez                                       |

## Hombres
| Distancia            | Oro                                                         | Plata                                           | Bronce                                                    |
| Ruta                 | Ruta                                                        | Ruta                                            | Ruta                                                      |
| -------------------- | ----------------------------------------------------------- | ----------------------------------------------- | --------------------------------------------------------- |
| 300 m Contrarreloj   | Derek Parra                                                 | Tony Muse                                       | Luca Antoniel                                             |
| 500 m Sprint         | Tony Muse                                                   | Derek Parra                                     | Marco Giannini                                            |
| 1.500 m Sprint       | Tony Muse                                                   | Dante Muse                                      | Luca Antoniel                                             |
| 5.000 m Línea        | Dante Muse                                                  | Arnaud Gicquel                                  | Marco Giannini                                            |
| 10.000 m Puntos      | Arnaud Gicquel                                              | Jesús Lamberto                                  | Dante Muse                                                |
| 20.000 m Eliminación | Derek Parra                                                 | Erik Hulzebosch                                 | Philippe Boulard                                          |
| 10.000 m Relevos     | Italia · Luca Antoniel · Armando Capannolo · Marco Giannini | Estados Unidos Dante Muse Tony Muse Derek Parra | Francia Arnaud Gicquel Olivier Babonneau Philippe Boulard |
| Larga distancia      |                                                             |                                                 |                                                           |
| 42.195 m Marathon    | Erik Hulzebosch                                             | Haico Bouma                                     | Arnaud Gicquel                                            |

## Medallero
| Pos. | País           | Oro | Plata | Bronce | Total |
| ---- | -------------- | --- | ----- | ------ | ----- |
| 1.   | Estados Unidos | 5   | 5     | 2      | 12    |
| 2.   | Países Bajos   | 3   | 3     | 1      | 7     |
| 3.   | Italia         | 3   | 0     | 6      | 9     |
| 4.   | Australia      | 2   | 2     | 2      | 6     |
| 5.   | Francia        | 1   | 2     | 3      | 6     |
| 6.   | Argentina      | 1   | 1     | 1      | 3     |
| 7.   | Alemania       | 1   | 0     | 1      | 2     |
| 8.   | Bélgica        | 0   | 1     | 0      | 1     |
| 8.   | España         | 0   | 1     | 0      | 1     |

- Datos: Q19286174